# Плавецки Петјер
Плавецки Петјер (слч. Plavecký Peter) насељено је мјесто са административним статусом сеоске општине (слч. obec) у округу Сењица, у Трнавском крају, Словачка Република.

## Становништво
| Година:    | 1994. | 2004.   | 2014.   | 2024.   |
| ---------- | ----- | ------- | ------- | ------- |
| Број људи: | 624   | 645     | 628     | 607     |
| Разлика:   |       | +3,36 % | -2,63 % | -3,34 % |

| Година:    | 2023. | 2024.   |
| ---------- | ----- | ------- |
| Број људи: | 610   | 607     |
| Разлика:   |       | -0,49 % |

Према подацима о броју становника из 2024. године насеље је имало 607 становника.